# Americus, Kansas
Americus är en ort i Lyon County i delstaten Kansas. Orten har fått namn efter upptäcktsresanden Amerigo Vespucci. Enligt 2010 års folkräkning hade Americus 894 invånare.